# 天山大峡谷
天山大峡谷是位于新疆维吾尔自治区乌鲁木齐县境内的自然风景区。是国家级森林公园，也是国家5A级景区。距离乌鲁木齐市区40多公里，景区总面积1038.48平方公里，平均海拔超过2000米，年平均气温4－6℃。天山大峡谷拥有天山北坡最完整的原始雪岭云杉林，也因居住在此的哈萨克牧民部落被称为是“游牧文化的博物馆”。新疆照壁山国家湿地公园也位于景区内。

## 地理信息
天山大峡谷地处天山山脉中段喀拉乌成山北麓，博格达峰和天格尔峰之间，北部为准噶尔盆地，平均海拔2000米。行政区划分上，天山大峡谷位于乌鲁木齐县，地跨板房沟乡、托里乡和水西沟镇，距离乌鲁木齐市区约48公里。天山大峡谷景区的总面积1038.48平方公里。大峡谷南北长约50公里，北为板房沟乡林管站，南边为托克逊县。东西宽大概43公里，东为103省道，西边则是216国道。
大峡谷内既有高山也有山间盆地。大峡谷内地形复杂，即有纵横的沟壑，也有起伏多变的山峦。天山大峡谷主要由与天山主脉相垂直的三条山脉构成，由南高北低，南部为由高山、中山、低山及低山丘陵组成的山区，北部为由冲积洪积扇和河阶构成的山前倾斜冲洪积平原。大峡谷内最高峰海拔高5222.4米，由片麻岩、云母岩、石英岩、白方岩等变质岩和花岗岩、花岗斑岩等岩浆岩组成。。天山大峡谷属于北温带大陆性干旱气候。日照时间长，昼夜温差大，水资源丰富。大峡谷内年平均气温4至6摄氏度，冬季平均气温大约-15摄氏度，夏季平均气温21摄氏度左右。无霜期150到160天。流域内全年65%的降水量出现在春、夏两季，而冬季仅占5%。大峡谷内多年平均降水量为330毫米到600毫米。天山大峡谷内年水面蒸发量山区仅500至900毫米，而在平原则高达1300到1500毫米。天山大峡谷地表水主要水源为天山山脉因大气降水形成的冰川和永久积雪。天山大峡谷内的主要的河流为乌鲁木齐河，由冰川和积雪形成的季节性河流南北贯穿于大峡谷，大峡谷内又有如板房沟、大西沟、水西沟、大东沟、小东沟等沟系。大峡谷内有一条发源于海拔4380米的维昆达坂的梯匈沟，此沟由降水和26条冰川融水混合补给。该地区有面积超过8平方千米的冰川及超过300平方千米的集水面积。现在此沟的基础上建成了成为下游下游农牧区的主要水源的照壁山水库。照壁山水库总容量超过750万立方米，设计水位近1900米。天山大峡谷地下水分为以基岩裂隙水为主的山区地下水和以第四系孔隙水为主的平原区地下水。

## 生物资源
天山大峡谷肥沃的土地，使得该地区垂直带分布明显。从山脚到山顶分别分布着棕钙土、山地栗钙土、灰褐森林土、黑钙土和草甸土。植物垂直带的分布从山脚到山顶分别为灌木草原带、森林灌木草原带、亚高山森林草原带、亚高山草甸带、高山砾石草甸带。天山大峡谷有野生植物超过1100种。天山大峡谷景区核心区的优势树种为雪岭云杉。除此之外，在此地生长的松科植物还包括西伯利亚落叶松、新疆圆柏、长白山落叶松、樟子松、哈密落叶松和油松。松科植物以下，杨柳科的苦杨、山杨、山柳、旱柳、密穗柳以及崖柳和榆科的欧洲白榆等次生林则在中山带常见。低山带则常见蔷薇科的金丝桃叶绣线菊、宽刺蔷薇、刺梗蔷薇、疏花蔷薇、腺果蔷薇、天山花楸、异花栒子和山里红以及忍冬科的刚毛忍冬、新疆忍冬和蓝果忍冬。另外还有关东巧玲花、刺果茶藨子、镰叶锦鸡儿、红花锦鸡儿和准噶尔铁线莲等植物也生长在大峡谷内。大峡谷景区内常见的草类有白花老鹳草、地榆、早熟禾、唐松草、草莓、石生悬钩子等。除此之外，车前、雪莲花、甘草、大黄橐吾、草麻黄等野生中草药也多生长在天山大峡谷的亚高山带和中山带以及灌木草原带之中。新疆天山大峡谷有5目，15科，26属，81种已知地衣。蜈蚣衣科共4属17科，为优势科。地卷属地衣为优势属，共12种。其次为石蕊属10种、蜈蚣衣属8种。天山大峡谷也是很多野生动物的家园，包括32种兽类，144种鸟类，181种脊椎动物。其中国家一级保护动物有雪豹、北山羊、金雕等6种。国家二级保护动物有马鹿、盘羊、草原雕、兀鹫等24种。

## 景区介绍
天山大峡谷是主要依托照壁山景区而形成的景区群。景区内有二湖、三瀑、四溪、十八谷，景点之间交相呼应。照壁山景区有八大主要景点，分别是照壁山、碧龙湾、天山坝、天水湖、天门、乔亚草场、加斯达坂以及十二连湖。景区内接待设施包括游客中心、大峡谷酒店、照壁山庄、迎宾楼以及一些毡房等。

### 主要景点

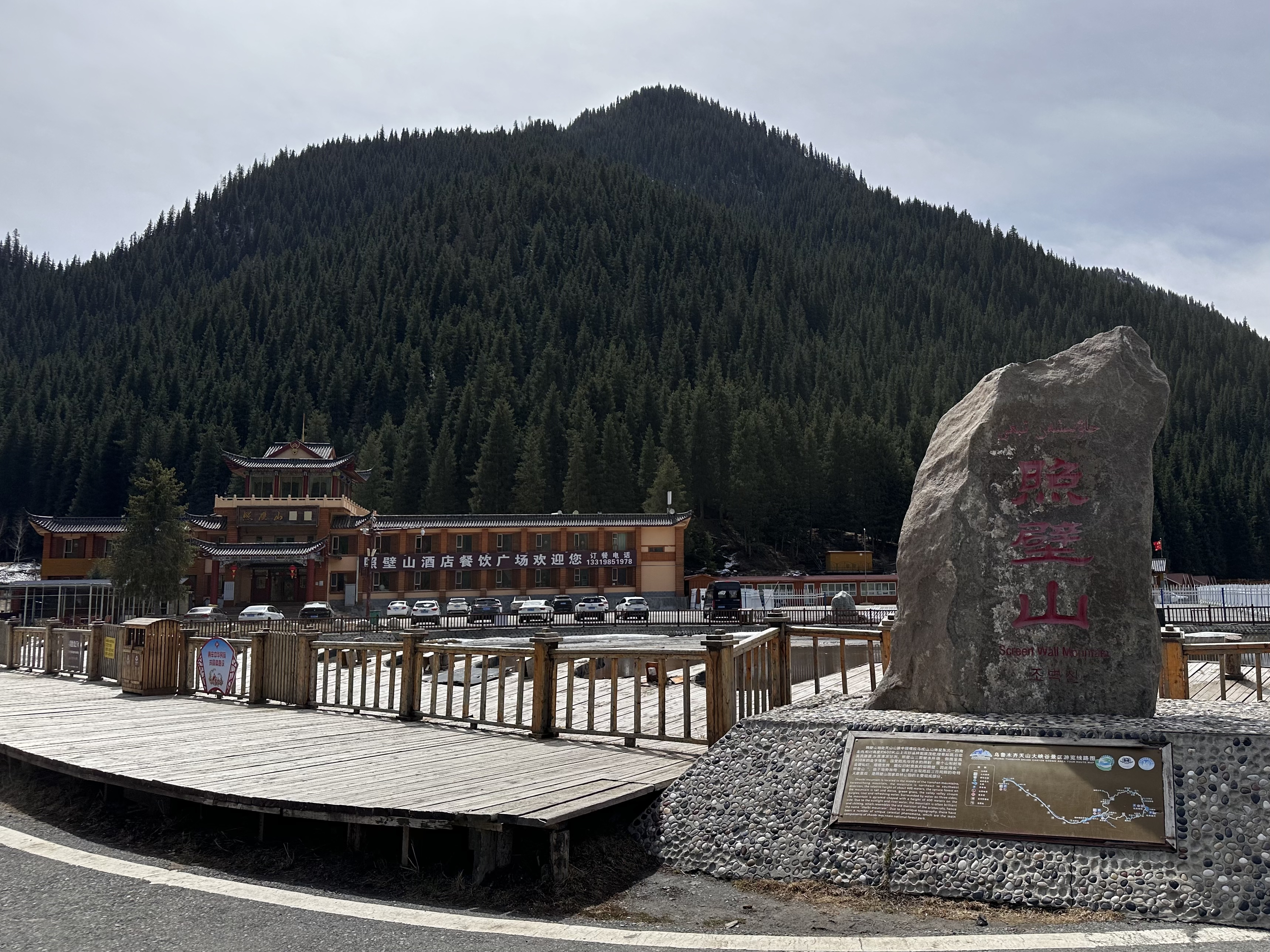
天山大峡谷的照壁山

照壁山是一座呈东北、西南走向，三面环水的高约400米的金字塔型山体。照壁山南侧是一条10多千米长，两边都是悬崖的河谷，从河谷看去仅有一线青天。河谷两侧树林茂密，野生动物常出没于此。因其陡峭的山势受到阳光和河水反射的光线的影响，常显得金碧灿烂，与古代王府府邸的照壁墙相似而得名。关于景点照壁山的形成则也留有一段神话传说。在唐僧师徒取经路上，曾在此地遇七蛇妖。蛇妖欲与孙悟空交手，悟空拔下一根汗毛变成仙果掷于此地。孙悟空在蛇妖扑向仙果的时候将他们定住，妖怪后来就变成了照壁山。照壁山东面就是加斯达坂。加斯达坂的中心是形状如月牙，面积大概1公顷的湖泊。加斯达坂是狐狸、雪鸡等野生动物的栖息地。

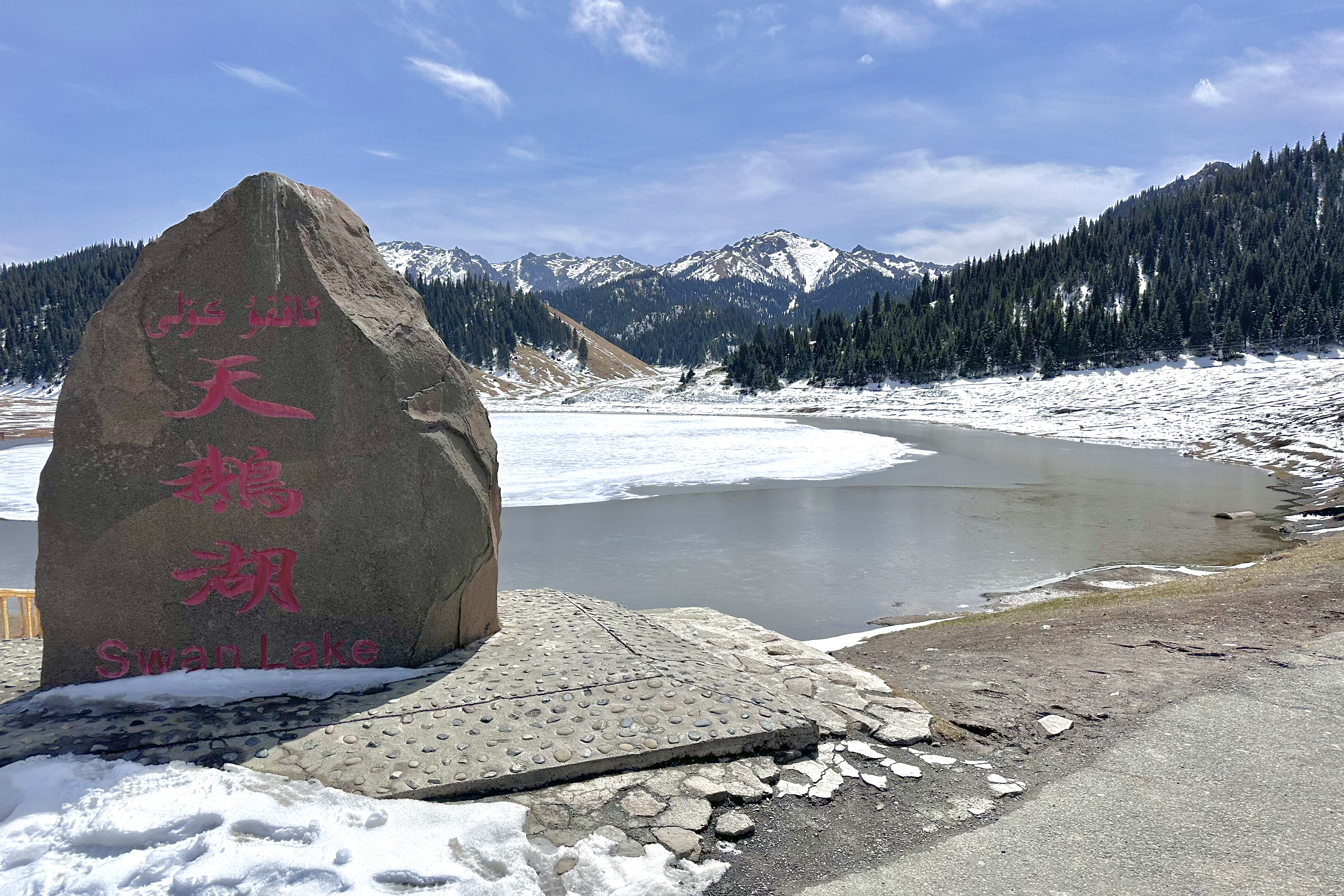
天山大峡谷的天鹅湖

天鹅湖是位于景区内海拔2449米的高山草甸中的一处湖泊。每年夏秋之际，天鹅便会在湖中流连。2018年，景区曾从库尔勒市引进了4只黑天鹅，常住于此。关于此湖的传说一位哈萨克姑娘因为爱人战死疆场而痛苦三天三夜，眼泪最终汇聚在了一起形成了天鹅湖。天鹅湖东侧就是面积近3万亩的乔亚草场，乔亚草场海拔超过2500米，是亚高山草甸观赏区。相传此地曾属于一名名为乔亚的长老，所以这片草场被叫做乔亚草场。现在这片草场的主人是哈萨克族牧民。在夏季时，如茵的草场上遍布着白色的毡房以及成群的牛羊。到了冬季，这里则成了南山地区冬季积雪最厚的峡谷地带，乔亚草场则变成了更适合开展冬季冰雪旅游项目的地方。天门则是可以俯瞰整个天鹅湖和乔亚草场的景点。天门景点海拔超过2700米，作为景区内海拔最高的一处景点，这里也是景区视野最广的地方。从这里远眺可以看到连绵不绝的雪山冰川，也是能看到大峡谷景区独有的天山云海景色。

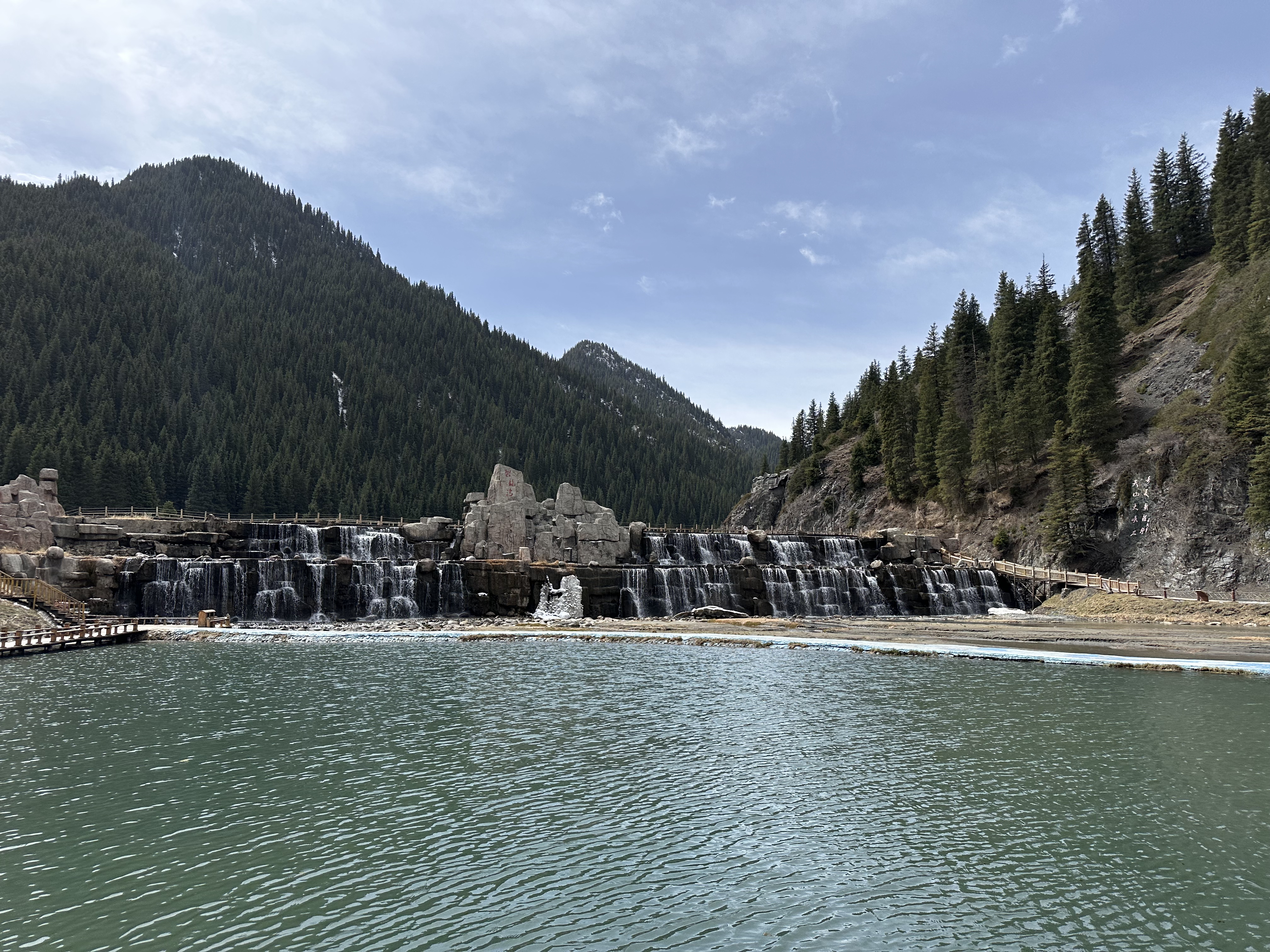
天山大峡谷的碧龙湾

天山坝与碧龙湾则均是依托照壁山水库而形成的景点。照壁山水库的主要建筑由拦河坝、导流泄洪冲沙洞和非常溢洪道组成。坝型则是沥青砼心墙堆石坝，总库容753.2万立方米，兴利库容则为557.75万立方米，坝顶高程为1902米，最大坝高71米。照壁山水库2003年10月开始动工到2007年6月通过蓄水阶段验收。照壁山水库的建成，为下游板房沟乡的人口及畜牧用水提供了支援。并通过水库调节解决了板房沟灌区季节性缺水的状况。另外，水库的修建也解决了下游防洪和水土流失的问题。天山坝就是照壁山水库的大坝，为纪念设计者三年对大坝的建设做出的贡献，故取名为天山坝。碧龙湾则是因水库蓄满的时候，酷似一条碧龙，所以取名为碧龙湾。天山坝坝顶是观赏景区碧龙湾和照壁山最好的场所。
2015年，乌鲁木齐县水电林业局水利工程建设管理站开始对照壁山水库至南旅基地河道进行改造。这河道本身是一条泄洪渠，在保证其泄洪作用的基础上，美化绿化河道两岸的风景。而这条改造后的泄洪渠与12个连起来的人工景观湖共同组成了景点十二连湖。十二连湖贯穿整个天山大峡谷景区，不仅作为景点。采用全断面防渗处理的泄洪渠和景观湖也减轻了河道洪水可能带来的危害。

### 其他景点
在景区内也有体验哈萨克等民族的生活、传统文化的景点。大峡谷景区内的主要居住有6个民族。其中最主要的为哈萨克族牧民，这里有许多保持哈萨克传统的生产生活方式和传统风俗文化的哈萨克人部落以及他们放牧的草场。所以天山大峡谷也被称为“游牧文化的博物馆”。在天山大峡谷也可以体验到诸如姑娘追、阿肯弹唱等哈萨克习俗。如果恰逢纳吾肉孜节、古尔邦节或者开斋节的时候，在大峡谷内的哈萨克风情区内则会举办更为丰富的活动项目。另外，在景区内也可以尝到汉族、回族等民族的特色美食。除此之外，天山大峡谷景区在2016年引入25个娱乐项目，包括儿童挖掘机、碰碰车、平衡车、拓展器械、脚踏船、水中滚筒、水上自行车、游船等来吸引游客在此地深度游。
另外，森林公园规划范围内也有很多其他景区及景点。包括鹰沟景区，景点有森林绿野。沙沟景区景点包括瀑布、沙沟达坂。南台子旅游景区，景点包括南台子墓葬。庙儿沟旅游区的景点有庙儿沟瀑布。平西梁子旅游区拥有丝绸之路滑雪场、白云滑雪场、水西沟滑雪场和阳光滑雪场。以及羊圈沟风景区、东白杨沟景区、苜蓿台子风景区、张家沟风景区等。

## 历史、评选与活动
天山大峡谷作为旅游景区有着久远的历史。在唐代该地便是狩猎区。到了清代，此地则是著名的牧场和避暑地。中华人民共和国成立后，天山大峡谷也作为景点不断被开发。1993年，天山大峡谷内的照壁山被评为国家级森林公园，照壁山国家森林公园也是新疆第一个国家级森林公园。照壁山国家森林公园规划面积144,389公顷，规划范围包括板房沟林场的面积，也和南山风景区有重叠。2014年1月，天山大峡谷继喀纳斯湖、可可托海、天山天池、葡萄沟、那拉提草原、泽普金胡杨林之后第七个获得国家AAAAA级景区称号的新疆景区，也是第一个获得此称号的乌鲁木齐市景区。2014年2月，国家林业局准予“照壁山国家级森林公园”变更名称为“天山大峡谷国家森林公园”。2016年，新疆照壁山国家湿地公园（试点）通过实地考察和评审。总面积749.27公顷。2017年，国家林业局公布《国家林业局办公室关于推介一批冰雪旅游典型单位的通知》，新疆天山大峡谷成为新疆地区内唯一的冰雪旅游典型单位。2019年，为了控制人为因素对森林公园景观和生态的干扰以及保证游客的安全和舒适，新疆天山大峡谷国家森林公园规划获得了国家林业和草原局批复。规划于2018年至2027年内，公园内管控指标要求每日客容量为3万8千人，林地面积不低于63,155公顷。
天山大峡谷曾作为环境保护、防灾减灾等不同主题活动的主办地。2017年5月，新疆环境保护科学研究院、新疆天山东部国有林管理局、天东林管局乌鲁木齐板房沟分局和新疆观鸟会联合举办的新疆第三十六个“爱鸟周”暨“湿地宣传日”活动在天山大峡谷风启动，此次活动的主题为“保护湿地鸟类共建大美新疆”。2017年12月，新疆天山东部国有林管理局与北京巧女公益基金会联合发行起的新疆天山雪豹保护管理公益项目的启动仪式暨天山巧女自然保护中心揭牌仪式也在天山大峡谷举行。2020年5月，新疆维吾尔自治区林业和草原局会同国家林业和草原局驻乌鲁木齐森林资源监督专员办共同在天山大峡谷开展森林草原防火宣传活动。

## 争议

### 牧民与旅游公司
天山大峡谷景区与当地牧民的草场相互重叠。在进行旅游开发之时，对当地居民的聚居地及草场进行过征用和补偿。2008年，天山大峡谷景区与乔亚草场的部分牧民签订《草场经营权转让协议》或《合作经营协议》，让签订协议的牧民参与到经营毡房和出租马匹等经营活动之中。放弃经营的牧民，按照每户一顶毡房、一匹马补偿。然而因为游客的激增，补偿难以继续满足要求。一些牧民私自建造毡房接待游客，打乱景区规划。。5户未签订协议的牧民中3户在违规经营毡房和出租马匹，2户因未在景区内放牧一直未签订《合作经营协议》，这两户不断上访。另外，签订协议的牧民也因为大户分小户，使得景区内新增50户198名牧民。而天山大峡谷公司一直未对这些牧民进行安置。公司不作为使得牧民利益遭受损失的同时产生了新的矛盾与问题。

### 经营之争
2017年起，乌鲁木齐天山大峡谷景区管理集团有限公司与乌鲁木齐县政府对天山大峡谷景区的经营管理引发了争议。2005年11月，乌鲁木齐天山大峡谷度假旅游有限责任公司与乌鲁木齐县政府签订《天山大峡谷（照壁山）风景旅游景区承诺约定书》，《约定书》内约定公司从事天山大峡谷景点内的经营业务，包括旅游客运、接待、物业管理等，按规定经营和管理景区，开发经营期限为40年。最初，公司有20%，大概400万元的国有资本，以景区内的一栋小楼折价入股。此后公司自行承担了的景区的开发，包括础设施的建设，餐厅、娱乐等设施的建设。2008年，景区正式对外开放营业。
2010年，景区开始创建国家AAAAA级景区并于2013年获得该称号。此事也成为天山大峡谷公司与乌鲁木齐县政府对景区的管理争夺的开始。第一，项目建设的分歧。创建5A景区期间，乌鲁木齐县政府以乌鲁木齐县财润国有资产经营有限公司的名义投资修建了景区的游客中心、游客中心前的道路、景区内的大桥及“十二连湖”工程项目。对于为什么未把这些项目交给乌鲁木齐天山大峡谷景区管理集团有限公司或者采取增资入股等其他方式参与，而是直接由县政府单方面投资建设。县政府给出的理由是“这个公司没钱了”。天山大峡谷公司方面则表示并非没钱，而是在公司汇报项目建设的想法时，县政府不让其介入这些项目的建设。2013年之后，天山大峡谷公司无法在景区进行基础设施项目的建设，甚至得到了“修了就给你砸了”的回复。
第二，被迫签订收购合同。2016年冬季，天山大峡谷景区内的一条防火通道修建完成。虽然该通道的修建由林业部同意，但文件中的3公里被修成了6公里，并且修建通道对周边的草地、植被造成了破坏。此事被公安机关刑事立案调查。新疆维吾尔自治区住建厅于2017年4月印发了《关于2016年天山自然遗产地和风景名胜区执法检查情况的通报》。其中对天山大峡谷景区的管理、门票的出售出让给企业，由企业经营是明确违规的。并提出按《风景名胜区条例》规定，收回景区的管理权、经营权以及门票管理的整改意见。因此，乌鲁木齐县政府、乌鲁木齐市南山景区管委会启动收购工作。而每当在公司与政府谈论收购事宜的时候，只要公司提条件，公安机关就要以修建违规通道为由传唤公司负责人。虽然公司已经根据整改意见，开始着手对修通道所造成的破坏进行修复。但每次提及撤案的时候，得到的回复为废止2005年签订的《天山大峡谷（照壁山）风景旅游景区承诺约定书》并重新起草愿意把门票交由县政府经营，基础设施卖给县政府的合同方能撤案。最终，在同年8月，天山大峡谷公司与乌鲁木齐县政府签订了《天山大峡谷景区运营企业主体进行优化改造框架约定书》和《关于天山大峡谷景区管理相关事宜补充协议》。并约定于9月10日其景区内的所有管理事务由乌鲁木齐市南山景区管委会管理。对此，乌鲁木齐县政府未明确回应是否刑事立案，并表示立案与否与收购是两码事。
第三，资产评估的进展。收购协议签订前，需要对天山大峡谷公司进行资产评估。原定争取在2017年11月1日之前完成的评估直到2018年6月，才由县政府派出工作组进行审核。而三个月的审核后，工作组认为账目不清，需要先审计。2018年8月，县政府委托会计事务所对公司的财务资产进行审计。公司认为其项目清楚，是县政府以各种理由拖延。而县政府给出的回应是一定要把景区的资产依法合规的量化。